# Amatol

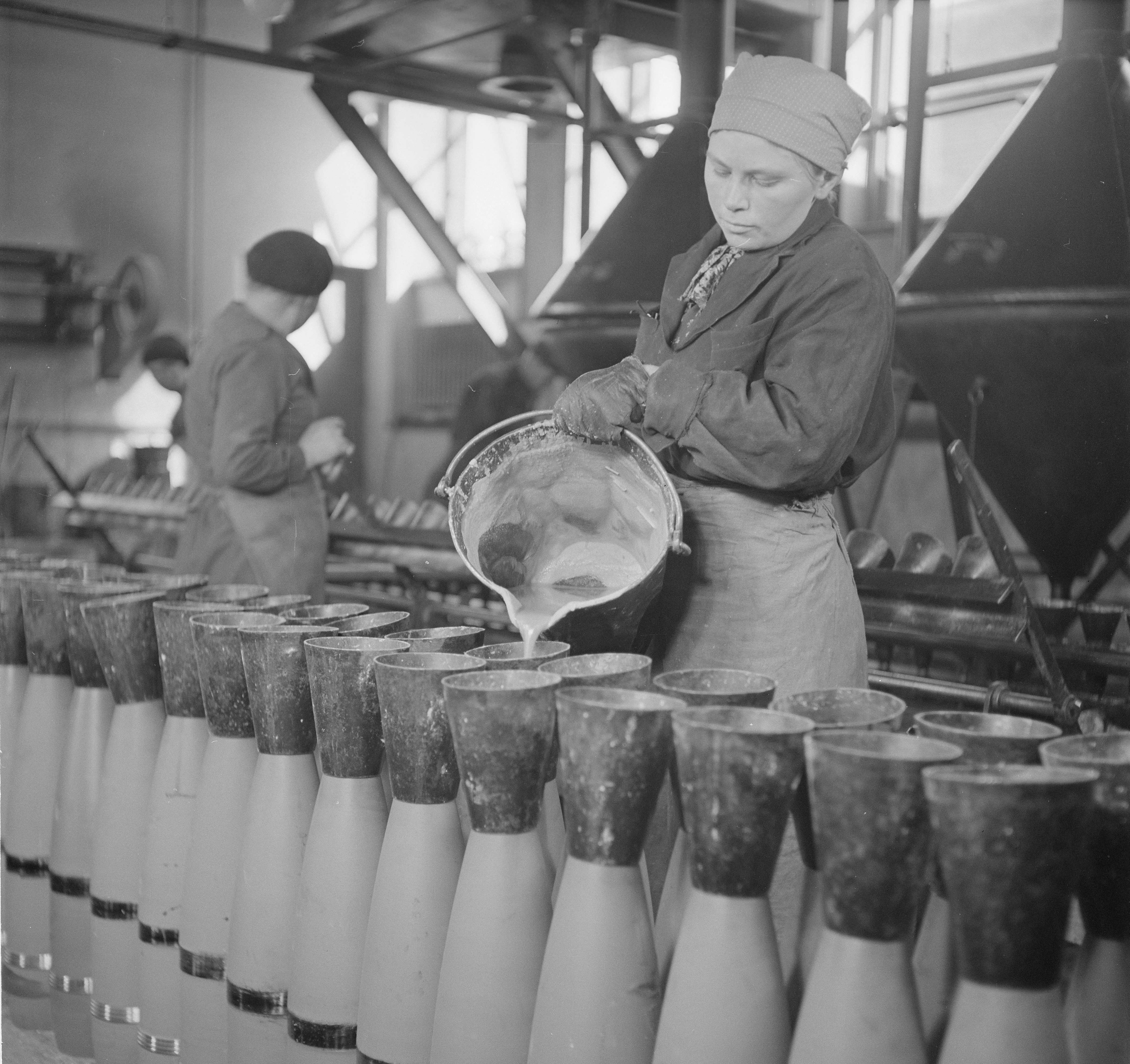
152-mm-Granaten werden mit geschmolzenem Amatol befüllt, Kuopio in Finnland 1942

Amatol ist ein militärischer Sprengstoff, der hauptsächlich im  Ersten und Zweiten Weltkrieg Verwendung fand. Der deutsche Tarnname war Füllpulver. Der Begriff stammt aus dem Englischen und ist ein Kofferwort aus Ammonium und Toluol (engl. toluene, Ausgangsstoff für TNT).
Amatol ist eine kriegsbedingte Streckung des sehr teuren TNTs mit preiswertem Ammoniumnitrat (Kunstdünger-Komponente). Die Mischung Amatol hat eine nur geringfügig schlechtere Brisanz als TNT, das TNT-Äquivalent liegt bei 0,8. Für eine oft behauptete erhöhte Sprengkraft gegenüber TNT finden sich keine Hinweise. Amatol wurde bei allen größeren Bombenladungen eingesetzt, wie Luftmine, Fieseler Fi 103, A4 (Rakete) usw.
Ammoniumnitrat ist als Sicherheitssprengstoff bekannt. Amatol war daher einer der ersten militärischen Sprengstoffe, die weitgehend unempfindlich gegen Stoß, Wärme und Kälte waren. Zudem war Amatol relativ leicht zu handhaben und gut zu portionieren.
Seit den 1960er-Jahren kommen im militärischen Bereich fast ausnahmslos hochbrisante Sprengstoffe wie beispielsweise Semtex oder Hexogen zum Einsatz.
Amatol N.J. ist auch der Name einer ab 1917 gebauten US-amerikanischen Waffenfabrik und Siedlung, die den Sprengstoffbedarf der Vereinigten Staaten im Ersten Weltkrieg decken sollte. Zur Zeit der Weltwirtschaftskrise wurde die Fabrik aufgegeben, und die Siedlung wurde zu einer Geisterstadt. Sie lag in der Nähe von Atlantic City, New Jersey.

## Amatol x/y
Militärischer Sprengstoff; Deutsches Reich, Zweiter Weltkrieg;

Gießbare Gemische, i. a. aus x % TNT und y % Ammoniumnitrat (in den USA waren x und y vertauscht)

## Amatol 39
Ersatzsprengstoffe; Deutsches Reich, Zweiter Weltkrieg;

Gießbare Gemische; Zusammensetzung: 35–45 % Ammoniumnitrat, 5–15 % Hexogen und 50 % TNT bzw. Dinitrobenzol

## Amatol 40
Militärischer Sprengstoff; Deutsches Reich, Zweiter Weltkrieg;

Sprengkopf der V-1-Flugbomben und Fritz X Lenkbombe;

Zusammensetzung:  35 % Ammoniumnitrat, 15 % Hexogen, 50 % 2,4-Dinitroanisol bzw. 1,3-Dinitrobenzol

## Amatol 41
Militärischer Sprengstoff; Deutsches Reich, Zweiter Weltkrieg;

Zusammensetzung: 52 % Ammoniumnitrat, 6 % Calciumnitrat, 10 % Hexogen, 30 % Ethylendiamindinitrat, 2 % Montanwachs

## Fp. x/y/z (Buchstaben) (Füllpulver)
Militärische Sprengstoffmischungen, Deutsches Reich ab 1888;

Tarnname „Füllpulver“; die erste Zahl bezeichnet den TNT-Gehalt in %, die zweite Zahl (wenn kein zusätzlicher Buchstabe folgt) den Ammoniumnitratgehalt in %,
weitere Zahlen mit Buchstaben den Gehalt an weiteren Zuschlagstoffen;

Die Buchstaben haben folgende Bedeutung:
C = Kaliumnitrat 

K = Kaliumammoniumnitrat 

N bzw. Na = Natriumnitrat 

Ns = Natriumnitrat und Steinsalz 

S = Steinsalz 

ST = Stuck (Gips?)
- Fp. 40/60

Militärischer Sprengstoff; Deutsches Reich, Zweiter Weltkrieg;
Zusammensetzung: 40 % TNT, 60 % Ammoniumnitrat
- Fp. 50/50

Militärischer Sprengstoff; Deutsches Reich, Zweiter Weltkrieg;
Zusammensetzung: 50 % TNT, 50 % Ammoniumnitrat
- Fp. 60/40

Militärischer Sprengstoff; Deutsches Reich, Zweiter Weltkrieg;
Zusammensetzung: 60 % TNT, 40 % Ammoniumnitrat
- Fp. 02

Deutsches Reich, ab 1902; „Füllpulver 02“, Sprengmunition 02; Deckname für TNT
- Fp. 88

Deutsches Reich, ab 1888; „Füllpulver 88“, Sprengmunition 88; Deckname für Pikrinsäure
- Fp. 5

Militärischer Sprengstoff; Deutsches Reich, Zweiter Weltkrieg;
Zusammensetzung: 95 % TNT, 5 % Wachs
- Fp. 10

Militärischer Sprengstoff; Deutsches Reich, Zweiter Weltkrieg;
Zusammensetzung: 90 % TNT, 10 % Wachs
- Fp. 15

Militärischer Sprengstoff; Deutsches Reich, Zweiter Weltkrieg;
Zusammensetzung: 85 % TNT, 15 % Wachs
- Fp. 20

Militärischer Sprengstoff; Deutsches Reich, Zweiter Weltkrieg;
Zusammensetzung: 80 % TNT, 20 % Wachs
- Trialen 105

Militärischer Sprengstoff; Deutsches Reich, Zweiter Weltkrieg;
Zusammensetzung: 70 % TNT, 15 % Hexogen, 15 % Aluminiumpulver
- Trialen 109

Militärischer Sprengstoff; Deutsches Reich, Zweiter Weltkrieg;
Zusammensetzung: 70 % Hexogen, 25 % Aluminiumpulver, 5 % Wachs